# Ярки (Куртамиський округ)
Ярки́ (рос. Ярки) — присілок у складі Куртамиського округу Курганської області, Росія.
Населення — 123 особи (2010, 258 у 2002).
Національний склад станом на 2002 рік:
- росіяни — 100 %